# Hofmark Oberharthausen
Die Hofmark Oberharthausen war eine geschlossene Hofmark mit Sitz in Oberharthausen, heute ein Gemeindeteil von Geiselhöring im niederbayerischen Landkreis Straubing-Bogen.
Die Hofmark Harthausen wird erstmals in der vierten Landtafel des Viztumsamtes Straubing von etwa 1510 erwähnt, die Hofmarksrechte lassen sich aber schon 1448 feststellen. Die Hofmark verblieb beim Hochstift Regensburg.
Noch am 20. November 1815 wurde dem Domkapitel Regensburg die Bildung eines Ortsgerichtes bewilligt, das den Namen „Domkapitlisch-Regensburger Ortsgericht Oberhartshausen“ trug. Die Gerichtsbarkeit ging gemäß dem Edikt vom 5. Oktober 1818 an das Landgericht Straubing über.